# Chùa Hộ Pháp (Thích Ca Phật Đài)
Chùa Hộ Pháp là một ngôi chùa có kiến trúc theo hệ phái Nam tông, tọa lạc tại số 610/2A Trần Phú, phường 5, Tp.Vũng Tàu, tỉnh Bà Rịa - Vũng Tàu, trong cụm kiến trúc Thích Ca Phật Đài. Ngôi chùa có 4 tấm bia khắc Kinh Chuyển pháp luân (Dharmacakrapravartana Sūtra) bằng 4 thứ tiếng, được Tổ chức Kỷ lục Việt Nam xác lập kỷ lục: "Bia Kinh Chuyển Pháp Luân khảm xà cừ bằng bốn ngôn ngữ có kích thước lớn nhất".

## Khái lược
Chùa được khởi công tạo dựng từ năm 1970, ban đầu có tên gọi là Tịnh thất Thiện Huệ, đến năm 1972 được đổi tên thành Thiền đường Hộ Pháp. Chùa nằm trên sườn phía bắc của Núi Lớn, trong khuôn viên cụm kiến trúc Thích Ca Phật Đài với tổng diện tích 28 hecta. Riêng diện tích của cụm kiến trúc chùa Hộ Pháp là là 1.885m2, trong đó diện tích xây dựng chùa là 220m2 (ngang 11m, dài 20m).
Kién trúc chùa mang phong cách Hệ phái Nam tông. Trong khuôn viên, kiến trúc và bài trí của chùa đều tái hiện lại bức tranh Đức Phật thuyết pháp. Ngôi chánh điện được xây dựng hoàn thành năm 2004, có tôn trí tượng đức Phật du hóa và đức Phật ban phước ở hai bên cửa chính. Điện Phật tôn trí tượng đức Phật Thích Ca chuyển pháp luân cao 7m. Bên trái điện Phật có bộ 12 tiểu hồng chung bằng đồng được treo thành một dãy. Ở sân trước chùa có đặt một quả đại hồng chung.
Trong chánh điện chùa có 4 bia kinh được khắc trên gỗ sao khảm bằng vỏ ốc, đặt thành cụm 2 bên chánh điện (mỗi cụm 2 bia). Mỗi bia kinh có 2 mặt, 4 bia kinh bao gồm 4 thứ tiếng:
Cụm bia bên phải chánh điện
- Bia thứ nhất khắc chạm bản kinh bằng tiếng Anh theo bản dịch của Hòa thượng Narada Maha Thera.
- Bia thứ hai khắc chạm bản kinh bằng bằng tiếng Pali theo bản được Bộ Tôn giáo và Giác ngộ Đạo lý Srilanka cấp giấy chứng nhận.

Cụm bia bên trái chánh điện
- Bia thứ ba khắc chạm bản kinh bằng tiếng Việt theo bản dịch của Thượng tọa Thích Giác Trí, Trụ trì chùa Hộ Pháp.
- Bia thứ tư khắc chạm bản kinh bằng chữ Hán theo bản dịch của Hòa thượng Cưu Ma La Thập.

Cả 4 tấm bia đều được lồng trong giá gỗ đỡ khung bằng gỗ sao, mặt ngoài của khung, phía trên có chạm khắc hình bánh xe Chuyển Pháp luân và Chư thiên đang vân tu nghe pháp. Ngoài ra, trên bia và giá đỡ còn có các chi tiết sinh động, ý nghĩa mang nhiều điển tích nhà Phật khác.
Chính giữa phía trong chánh điện, có bức tượng Đức bổn sư Thích Ca Mâu Ni Phật ngồi trên tòa sen cao, toàn thân dát vàng 24k. Phía sau là bức phù điêu bằng gỗ sao nằm sau lung tượng, có chiều ngang 5,8m, chiều cao 8m  tái hiện lại bức tranh Đức Phật ngồi thuyết pháp tại Vườn Nai, được các nghệ nhân sơn mài thực hiện miệt mài ròng rã trong 2 năm.